# Contralto
Contralto (giọng nữ trầm) là giọng được tạo bởi contre (trầm) và alto (cao) do trước đây alto là thiếu niên nam hoặc castrato.
Đây là giọng nữ trầm nhất, hát chủ yếu bằng giọng ngực. Giọng dày, trầm ấm. Chủ yếu đóng các vai phụ (vú già, người hầu) trong opera, vì vậy các Contralto thường chuyển sang hát các vai Dramatic mezzo.

Quãng giọng cơ bản từ E3 đến E5.
Đặc điểm của một nữ trầm gồm:
- Màu giọng rất dày, có độ sâu, nặng và tối (hơn nữ trung).
- Hát với man tone và có tính lưỡng tính/hermaphrodite (tức là có thể hát như một giọng nam cao).
- Tessitura/quãng hát thoải mái nằm trên âm khu trầm và trung trầm.

Nữ trầm ít xuất hiện hơn rất nhiều so với nữ trung và nữ cao, đặc biệt là ở Việt Nam. Trong số các ca sĩ Việt hiện nay, chỉ đếm trên đầu ngón tay được một vài nữ trầm.
- Trong nữ trầm gồm các phân nhánh nhỏ hơn:

### 1. Dramatic Contralto
- Đặc điểm: Đây là loại nữ trầm rất hiếm, đặc trưng bởi âm lượng khổng lồ, lớn nhất ở quãng trầm, trung và cận cao, có độ nặng và tối nhất, lại hơi thô ráp, nghe như một người đàn ông lực điền.
- Âm vực phổ biến: (F2) A2 - G4 (C5). Primo passagio ở D4, second passagio ở F♯4.
- Một số ca sĩ nổi tiếng
  - Âu Mỹ: Điển hình cho loại giọng này là Galina Baranova, Ewa Podles, Sara Couden, Nina Simone...
  - Châu Á: hiện tại chỉ có duy nhất nữ ca sĩ người Nhật Akiko Wada sở hữu chất giọng này.

### 2. Nữ trầm trữ tình (Lirico contralto)
- Đặc điểm: Đây là loại nữ trầm phổ biến, xuất hiện trên khắp thế giới.
- Âm vực phổ biến: (G2) B2 - A4 (E♭5). Primo passagio ở E4, second passagio ở G♯4.

Gồm:

#### 2.1. Opera và nhạc cổ điển:
- Marian Anderson, Marie Nicole Lemieux...

#### 2.2. Nhạc đại chúng:
- Cher, Mercedes Sosa, Marla Glen, Tanita Tikaram, Ana Carolina, Tracy Chapman, Moon Ju Ran, Dalida, Toni Braxton...
- Ở Việt Nam ta cũng có nữ trầm trữ tình, nhưng rất hiếm. Có thể kể đến các Danh ca Thanh Thúy, Minh Hiếu, Trang Mỹ Dung, Khánh Ly. Ngoài ra thì cũng có một vài ca sĩ nghiệp dư sở hữu chất giọng này như Khánh Tâm (Đà Lạt), Mỹ Hạnh (Phòng trà WE),...
- Dòng nhạc đờn ca tài tử nam bộ có nghệ sĩ Nguyễn Ly, hát đẹp nốt D3, từ nốt E3 đến F#4 là quảng hay nhất, tương đương dây xề kép của giọng nam.

### 3. Nữ trầm màu sắc (Coloratura contralto)
- Đặc điểm: Loại nữ trầm này cũng rất hiếm, đòi hỏi ca sĩ phải có sự khổ luyện thanh nhạc trường kì cộng thêm năng lực bẩm sinh để thực hiện được những kĩ xảo hoa mỹ. Đặc trưng của nữ trầm màu sắc là quãng giọng rộng, vươn tới các note cao của nữ trung, nghe bớt nặng và tối hơn. Ở châu Á chưa thấy có loại giọng này.
- Âm vực phổ biến: (G♯2) C3 - C5 (F5). Primo passagio ở F4, second passagio ở B4.

Nữ trầm màu sắc gồm:

#### 3.1. Nữ trầm kịch tính màu sắc (Coloratura dramatic contralto)
- Delphine Galou, Lisa Gerrard, Grace Jones, Nina Hagen,...

#### 3.2. Nữ trầm trữ tình màu sắc (Coloratura Lirico Contralto)
- Karen Clark, Anita Baker...